# Emődy István
Emődy István (Berzék, 1770 – Györke, 1823) gimnáziumi tanár, református lelkész.

## Élete
Szegény családból származott, a gimnáziumi osztályokat Miskolcon, az akadémiai tanfolyamot Sárospatakon végezte, ahol 1788-ban írt alá az iskolai törvényeknek (az akadémiai tanfolyamot megkezdte). Iskolái után három évig tanuló volt Mezőcsáton, majd külföldre ment. Hazatérése után 1804–1806 között sárospataki gimnáziumi tanár volt. Ezt követően Mezőkeresztesen, Sályon, Fügeden és Györkén lelkész volt, ahol 1823-ban meghalt. Könyvtárát a sárospataki főiskola vette át 1825-ben.

## Munkái
Természeti história. I. rész. Az állatok országa. (Sárospatak, 1809; 2. kiadás. Uo. 1818. A második részt Vadnay József, a harmadikat Gelei József írta; tankönyvül szolgált a sárospataki főiskolán.)